# Elizabethton
Elizabethton es una ciudad ubicada en el condado de Carter en el estado estadounidense de Tennessee. En el Censo de 2010 tenía una población de 14.176 habitantes y una densidad poblacional de 553,03 personas por km².

## Geografía
Elizabethton se encuentra ubicada en las coordenadas 36°20′23″N 82°14′16″O / 36.33972, -82.23778. Según la Oficina del Censo de los Estados Unidos, Elizabethton tiene una superficie total de 25.63 km², de la cual 25.22 km² corresponden a tierra firme y (1.62%) 0.41 km² es agua.

## Demografía
Según el censo de 2010, había 14.176 personas residiendo en Elizabethton. La densidad de población era de 553,03 hab./km². De los 14.176 habitantes, Elizabethton estaba compuesto por el 0.09% blancos, el 3.1% eran afroamericanos, el 0.1% eran amerindios, el 0.63% eran asiáticos, el 0.02% eran isleños del Pacífico, el 0.61% eran de otras razas y el 1.49% pertenecían a dos o más razas. Del total de la población el 1.98% eran hispanos o latinos de cualquier raza.